# Suomen Cup 2009
La Suomen Cup 2009 è stata la 54ª edizione della manifestazione calcistica. È iniziata il 2 giugno 2009 e si è conclusa il 31 ottobre 2009.

## Ottavi di finale
| Squadra 1   | Risultato   | Squadra 2   |
| ----------- | ----------- | ----------- |
| Haka        | 2 - 1       | JJK         |
| TPS         | 2 - 6 (dts) | Honka       |
| TPV         | 2 - 3 (dts) | Tampere Utd |
| Inter Turku | 1 - 0       | PoPa        |
| KuPS        | 1 - 0       | HJK         |
| VPS         | 0 - 2       | Jazz        |
| Gnistan     | 1 - 2       | Lahti       |
| City Stars  | 2 - 0       | Pallohonka  |

## Quarti di finale
| Squadra 1  | Risultato | Squadra 2   |
| ---------- | --------- | ----------- |
| City Stars | 0 - 3     | Honka       |
| KuPS       | 0 - 2     | Inter Turku |
| Lahti      | 4 - 0     | Jazz        |
| Haka       | 1 - 3     | Tampere Utd |

## Semifinali
| Squadra 1   | Risultato       | Squadra 2   |
| ----------- | --------------- | ----------- |
| Tampere Utd | 1 - 1 (4-3 dtr) | Honka       |
| Lahti       | 3 - 4           | Inter Turku |

## Finale
| Squadra 1   | Risultato | Squadra 2   |
| ----------- | --------- | ----------- |
| Tampere Utd | 1 - 2     | Inter Turku |